# Resolució 1097 del Consell de Seguretat de les Nacions Unides
La Resolució 1097 del Consell de Seguretat de les Nacions Unides fou adoptada per unanimitat el 18 de febrer de 1997. Després d'expressar la seva preocupació per la situació a la regió dels Grans Llacs d'Àfrica i per la seguretat dels refugiats i persones desplaçades, el Consell va recolzar un pla de pau de cinc punts per abordar la situació a l'est del Zaire.
El Consell de Seguretat va subratllar l'obligació de tots els països de la regió de respectar el dret internacional humanitari i la necessitat que els països respectin la sobirania i la integritat territorial de cadascun i s'abstinguin d'interferir en els assumptes interns dels altres.
El pla de pau de cinc punts per al Zaire oriental, tal com es va expressar en una carta del secretari general Kofi Annan, es va aprovar de la manera següent:
1. El cessament immediat de les hostilitats;
2. La retirada de mercenaris i altres forces estrangeres;
3. El respecte per la sobirania i la integritat territorial del Zaire i els altres estats de la regió;
4. La protecció i seguretat de tots els refugiats i persones desplaçades, inclòs l'accés a l'ajuda humanitària;
5. La solució del conflicte a través del diàleg polític i la convocació d'una conferència internacional sobre pau i seguretat a la regió dels Grans Llacs.

Finalment, es va instar a tots els governs i parts interessades a cooperar amb el Representant Especial conjunt de les Nacions Unides/Organització de la Unitat Africana per a la regió dels Grans Llacs, Mohamed Sahnoun, per aconseguir la pau a la regió.